# The Progressive Blues Experiment
The Progressive Blues Experiment ist das erste Studioalbum des amerikanischen Bluesrock-Musikers Johnny Winter.

## Hintergrund
Der damals noch unbekannte Johnny Winter nahm sein Debütalbum im August 1968 mit seinem ersten Trio Tommy Shannon am Bass und „Uncle“ John Turner am Schlagzeug in der Vulcan Gas Company, einem Musikclub in Austin, Texas auf. Die Erstveröffentlichung erfolgte im Oktober 1968 auf dem kleinen lokalen Plattenlabel Sonobeat (Austin, Texas) in einer Auflage von nur 100 Exemplaren. Nachdem Winter einen hochdotierten Plattenvertrag bei Columbia Records unterzeichnet hatte, wurden die Rechte an Imperial Records verkauft und das Album im März 1969 mit neuem Plattencover für den internationalen Vertrieb erneut veröffentlicht. Die Neuveröffentlichung erreichte Platz 40 der Album-Charts Billboard 200.
Das Album enthält Interpretationen sechs traditioneller Bluestitel wie Rollin' and Tumblin', Help Me und Broke Down Engine sowie vier bluesorientierte Eigenkompositionen von Johnny Winter.

## Titelliste
1. Rollin’ and Tumblin’ (Muddy Waters) – 3:12
2. Tribut To Muddy (Johnny Winter) – 6:20
3. I Got Love If You Want It (Slim Harpo) – 3:53
4. Bad Luck and Trouble (Johnny Winter) – 3:40
5. Help Me (Rice Miller, Ralph Bass, Willie Dixon) – 3:50
6. Mean Town Blues (Johnny Winter) – 4:27
7. Broke Down Engine (Blind Willie McTell) – 2:48
8. Black Cat Bone (Johnny Winter) – 3:47
9. It’s My Own Fault (B. B. King) – 7:20
10. Forty-Four (Roosevelt Sykes) – 3:29

## Rezeption
Cub Koda bewertete in seiner Besprechung für  AllMusic das Album mit vier von fünf Sternen und meinte: „Obwohl seine frühen Columbia-Alben ihm weltweiten Ruhm einbrachten, war es dieses bescheidene kleine Album …, das Johnny Winter erstmals die Aufmerksamkeit der Gitarrenfans in Amerika einbrachte.“ Winter spiele am Anfang einer langen Karriere, den Blues, als ob sein Leben davon abhänge, ohne dabei einen Hauch von Rock-Kommerz zu zeigen.
Blues Rock Review bewertet das Album wie folgt: „Obwohl das Album nicht so bahnbrechend ist, wie der Titel vermuten lässt, ist es doch eine frische und inspirierte Angelegenheit und enthält einige von Winters kühnsten und bissigsten Nummern.“